# Hylesia athlia
Hylesia athlia is een vlinder uit de familie nachtpauwogen (Saturniidae), onderfamilie Hemileucinae.
De wetenschappelijke naam van de soort is voor het eerst geldig gepubliceerd door Dyar in 1913. De soort komt voor in Ecuador en Peru. De vleugels zijn vaag doorzichtig en hun lichaam is bruin van kleur.